# Dolores O’Riordan
Dolores Mary Eileen O’Riordan (IPA: [oʊˈrɪərdən], Limerick, 1971. szeptember 6. – London, 2018. január 15.) ír zenész és énekes-dalszövegíró.
Az 1990-es évektől a The Cranberries együttes sajátos stílusban éneklő, mezzoszoprán hangú énekesnőjeként vált világhírűvé, majd szólókarrierbe kezdett. Első albuma 2007-ben jelent meg Are You Listening? címmel, ezt követte a 2009-es No Baggage. 2014-től csatlakozott a D.A.R.K. (korábban Jetlag) nevű zenekarhoz.

## Zenei pályafutása

### The Cranberries
1990-ben jelentkezett és nyerte meg az akkor még The Cranberry Saw Us néven futó The Cranberries együttes énekesnői pozícióját. Az együttes öt lemezt jelentetett meg: Everybody Else Is Doing It, So Why Can't We? (1993), No Need to Argue (1994), To the Faithful Departed (1996), Bury the Hatchet (1999) és Wake Up and Smell the Coffee (2001). 2002-ben még megjelent egy válogatásalbum a legsikeresebb számaikból, Stars: The Best of 1992–2002 címmel, majd a zenekar tagjai 2003-tól szünetet tartottak.

## Magánélete

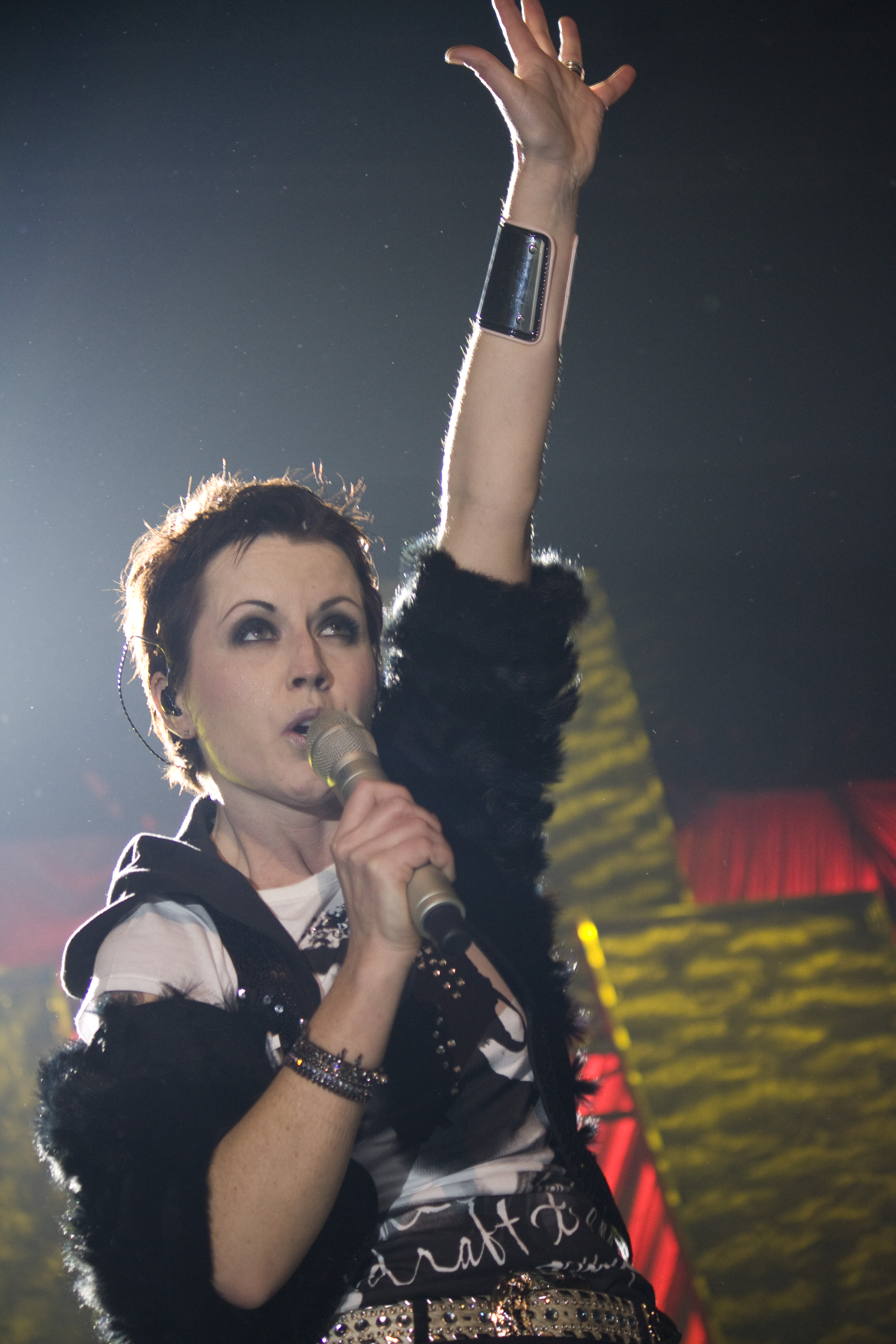
O’Riordan 2010-ben

Volt férjétől, Donald Burtontől három gyermeke született: Taylor Baxter, Molly Leigh és Dakota Rain.
Az énekesnőt halála előtt pár évvel bipoláris zavarral diagnosztizálták. 2018. január 15-én jelentették be a halálhírét. Egy londoni hotelszobában, pizsamában, fürdőkádjában vízbe fulladva találtak rá, sérülések nem voltak rajta. Halála előtt sok szeszes italt fogyasztott, ezért a hatóságok az esetet balesetként kezelték.

## Diszkográfia

### Szólóalbumai
- Are You Listening? (2007)
- No Baggage (2009)

## Fordítás
- Ez a szócikk részben vagy egészben  a   Dolores O'Riordan című angol Wikipédia-szócikk ezen változatának fordításán alapul.  Az eredeti cikk szerkesztőit annak laptörténete sorolja fel. Ez a jelzés csupán a megfogalmazás eredetét és a szerzői jogokat jelzi, nem szolgál a cikkben szereplő információk forrásmegjelöléseként.